# Große Aa (Aabach)
Die Große Aa ist ein etwa 1,7 km langer, südöstlicher und orographisch rechter Zufluss des Aabachs im nordrhein-westfälischen Kreis Paderborn (Deutschland).

## Verlauf
Die Große Aa entspringt in Ostwestfalen rund 7 km nördlich der Grenze zu Hessen zwischen Bad Wünnenberg im Nordnordwesten und Marsberg im Osten an der Nahtstelle zwischen Briloner Hochfläche im Westen und Sintfeld im Norden. Ihre Quelle liegt rund 4 km nordöstlich des Briloner Stadtteils Madfeld bzw. 300 m (je Luftlinie) nördlich vom etwa 490 m ü. NHN hohen Liebfrauenberg (Südwestausläufer des 502,6 m hohen Totenkopfs) auf rund 470 m Höhe. Sie befindet sich an der Nordgrenze des Naturparks Diemelsee. Der „Schwesterbach“ der Großen Aa, die Kleine Aa, entspringt zirka 1,5 km nordöstlich ihrer Quelle.
Die Große Aa fließt gänzlich im „Naturschutzgebiet Aabachtal“ durch die waldreiche Landschaft im Übergangsbereich von Obermarsberger Wald im Osten und Madfelder Wald im Westen. Begleitet von Forst- und Wanderwegen verläuft der Bach direkt entlang der Grenze des Naturparks Diemelsee. Anfangs fließt die Große Aa ein kleines Stück in Richtung Südwesten und den Rest nach Nordwesten.
Schließlich mündet die Große Aa etwa 3,35 km (Luftlinie) nordöstlich von Madfeld zwischen den waldreichen Höhen des Madfelder Walds auf etwa 385 m Höhe in den von Südwesten kommenden Aabach.

## Wasserscheide
Das Quellgebiet der Großen Aa liegt auf der Rhein-Weser-Wasserscheide. Während sich das Wasser der Großen Aa, die nach Norden verläuft, über Aabach, Afte, Alme und Lippe in meist westnordwestlicher Richtung in den Rhein entwässert, fließt jenes der Fließgewässer, die südwestlich ihres Quellgebiets entspringen, über Hoppecke und Diemel oder im Rahmen der südlich des Totenkopfs quellenden Bäche Momeke und Dütlingsbach direkt über die Diemel in hauptsächlich nordöstlicher Richtung in die Weser.